# Шледде
Шледде (нем. Schledde) — река в Германии, протекает по земле Северный Рейн-Вестфалия. Площадь бассейна реки составляет 48,143 км². Длина реки — 16,6 км.
Река начинается у деревни Wippringsen, протекает по окраине города Зост и впадает в Азе у деревни Oestinghausen. Река известна паводковым характером течения, при отсутствии дождей она пересыхает.